# Madamba
Madamba (Bayan ng Madamba) är en kommun i Filippinerna. Kommunen ligger på ön Mindanao och tillhör provinsen Lanao del Sur. Folkmängden uppgår till 15 442 invånare.

## Barangayer
Madamba är indelat i 24 barangayer.
| - Balintad - Balagunun - Bawang - Biabe - Bubong Uyaan - Cabasaran - Dibarusan - Lakitan - Liangan - Linuk - Lumbaca Ingud - Palao | - Pantaon - Pantar - Madamba - Punud - Tubaran - Tambo - Tuca - Uyaan Proper (Pob.) - Tulay - Ilian - Pagayonan - Pangadapan |